# Mr. Beans Ferie
Mr. Beans Ferie er en britisk film fra 2007 med Rowan Atkinson i hovedrollen som den rolige og klodsede Mr. Bean. Filmen er en selvstændig efterfølger til filmen Bean: The Ultimate Disaster Movie (1997).

## Handling
En normal dag i England vinder Mr. Bean, til sin store glæde, førstepræmien i en lokal lodtrækning. Prisen er et videokamera og et ophold i Cannes samt €200, midt under den store filmfestival. Efter mange omskiftelser kommer han til Gare de Lyon, og oven i købet møder han den russiske dommer ved juryen til Filmfestivalen Emil Duchanowskis søn, Stephan. De bliver begge venner. Men Mr. Bean kommer til at lukke Emil ud fra toget, så der begynder en kamp om at komme til Cannes i tide for at overlevere Stephan til hans far.

## Roller
- Rowan Atkinson – Mr. Bean
- Emma De Caunes – Sabine
- Willem Dafoe – Carson Clay
- Max Baldry – Stephan
- Karel Roden – Emil Duchanowski
- Jean Rochefort – Fransk overtjener
- Steve Pemberton – Præst

## Ekstern Henvisning
- Mr. Beans Ferie på Internet Movie Database (engelsk)
- Mr. Beans Ferie på Filmdatabasen
- Mr. Beans Ferie på Scope
- Mr. Beans Ferie i Svensk Filmdatabas (svensk)
- Mr. Beans Ferie på AlloCiné (fransk)
- Mr. Beans Ferie på MovieMeter (nederlandsk)
- Mr. Beans Ferie på AllMovie (engelsk)
- Mr. Beans Ferie hos American Film Institute (engelsk)
- Mr. Beans Ferie hos British Film Institute (engelsk)
- Mr. Beans Ferie på Turner Classic Movies (engelsk)